# Pokrajina Pistoia
Pokrajina Pistoia (v italijanskem izvirniku Provincia di Pistoia, izg. Provinča di Pistoja) je ena od desetih pokrajin, ki sestavljajo italijansko deželo Toskana. Meji na severu z deželo Emilija - Romanja, na vzhodu s pokrajino Prato, na jugu z nekdanjo pokrajino Firence (z obema omenjenima pokrajinama se je združila v metropolitansko mesto Firence) in na zahodu s pokrajino Lucca.

## Večje občine
Glavno mesto je Pistoia, ostale večje občine so (podatki 31.08.2007):
| Občina            | Prebivalcev |
| ----------------- | ----------- |
| Pistoia           | 88.724      |
| Quarrata          | 24.448      |
| Montecatini Terme | 20.832      |
| Monsummano Terme  | 20.594      |
| Pescia            | 19.334      |

## Naravne zanimivosti
Severni del pokrajine (56% celotnega ozemlja) je gorato področje, eno od najhladnejših predelov Apeninov. Podnebje je popolnoma celinsko, ponekod alpsko. Zime so ostre in snežene; že na nadmorski višini 600–700 m je povprečna januarska temperatura okoli 0 °C. Obilo snega zapade med novembrom in marcem, a večkrat se pojavi sneg tudi oktobra in aprila. Poletne temperature so precej visoke, podnevi do 30 °C, toda ponoči padejo tudi do 10 °C. To podnebje je ugodno vplivalo na razvoj gozdov, ki so včasih pokrivali velik del Toskane, a so se ohranili v glavnem le na tem področju. V njih bivajo razne divje živali, na primer svizci, srne, jeleni, lisice in volkovi, pa tudi orli ter več vrst jastrebov in netopirjev.
Seznam zaščitenih področij v pokrajini:
- Naravni rezervat Abetone (Riserva naturale Abetone)
- Naravni rezervat Acquerino (Riserva naturale Acquerino)
- Naravni rezervat Piano degli Ontani (Riserva naturale Piano degli Ontani)
- Naravni rezervat Campolino (Riserva naturale Campolino)
- Naravni rezervat Padule di Fucecchio (Riserva naturale Padule di Fucecchio)

## Zgodovinske zanimivosti
V drugi polovici devetnajstega stoletja je bila ustanovljena v pistojskih hribih privatna livarna za pridobivanje bakra in industrijska kovačnica za njegovo obdelavo. Ob koncu stoletja je obrat prevzela tedaj največja italijanska metalurška industrija, SMI iz Livorna, ki je uspešno obratovala tudi po vojni. Toda splošna kriza železarske industrije, ki je zadela italijansko gospodarstvo v povojnem času, je v osemdesetih letih dvajsetega stoletja privedla do postopnega upadanja proizvodnje, dokler ni tovarna prenehala delovati leta 2006. Poslopja in zgodovinsko pomembni objekti so bili ohranjeni in nedavno vključeni v Dynamo Camp. To je širši projekt, ki predvideva za otroke s težkimi ali kroničnimi boleznimi zdravljenje in oskrbo po odpustu iz bolnišnic. Nastal je po zamisli in s finančno pomočjo filmskega igralca Paula Newmana.